# Тринидад (Боливија)
Тринидад, Кимсантин званично Ла Сантисима Тринидад (шпански, „Пресвето Тројство“), град је у Боливији, главном граду департмана Бени. Иако је историјски био периферни град у Боливији, Тринидад је данас важан центар боливијске говедарске индустрије и уживао је скроман економски процват последњих година и ужива индекс ХДИ изнад 0,700.
Иако је технички на периферији амазонске прашуме, Тринидад је влажна монсунска локација која је повезана реком Маморе са већим басеном Амазона. Иако је довољно влажно да буде прашума у укупним годишњим падавинама, суво монсунско време раздваја годину на суво и влажно годишње доба, што је уобичајено у већем делу слива Амазона, посебно на југоистоку.
Тринидад је растући град средње величине, и иако није важан национални центар, порастао је на значају за локалну економију боливијског оријента северно од Санта Круз де ла Сијере.
Град је такође дом флотиле Боливијске морнарице.